# Acanthopale
Acanthopale là chi thực vật có hoa trong họ Acanthaceae.

## Danh sách loài
- Acanthopale aethiopica
- Acanthopale albosetulosa C.B.Clarke
- Acanthopale azaleoides
- Acanthopale confertiflora (Lindau) C.B.Clarke
- Acanthopale decempedalis C.B.Clarke
- Acanthopale laxiflora (Lindau) C.B.Clarke
- Acanthopale longipilosa Mildbr. ex Bremek.
- Acanthopale macrocarpa Vollesen
- Acanthopale madagascariensis (Baker) C.B.Clarke ex Bremek.
- Acanthopale pubescens (Lindau) C.B.Clarke
- Acanthopale tetrasperma

### Nhóm không chắc chắn
- Acanthopale cameronensis
- Acanthopale cuneifolia
- Acanthopale humblotii
- Acanthopale madagascariensis
- Acanthopale ramiflora

### Danh pháp đồng nghĩa
- Acanthopale laxiflora (đồng nghĩa Acanthopale decempedalis)
- Acanthopale cameronica (đồng nghĩa Acanthopale decempedalis)
- Dischistocalyx laxifloris (đồng nghĩa Acanthopale decempedalis)
- Acanthopale buchholzii (đồng nghĩa Dischistocalyx grandifolius)